# 墨西哥—沙特阿拉伯關係
墨西哥沙特阿拉伯關係，是指墨西哥合眾國與沙烏地阿拉伯王國之間的外交關係。兩國都是20國集團主要經濟體和聯合國的成員國。

## 歷史
墨西哥和沙特阿拉伯於1952年9月12日建立外交關係 。1975年7月31日，墨西哥總統路易斯·埃切韋里亞對沙特阿拉伯進行了為期5天的訪問，並在吉達會見了國王哈立德·本·阿卜杜勒-阿齐兹·阿勒沙特。兩名領導人還討論了當時發生在中東的時事。
1981年10月，沙特王儲法赫德·本·阿卜杜勒-阿齊茲·阿勒沙特訪問墨西哥參加南北峰會，並會見了墨西哥總統何塞·洛佩斯·波蒂略。1981年，兩國分別在對方首都開設了使館。2010年6月，墨西哥外交部長帕特里夏·埃斯皮諾薩·坎泰拉諾（Patricia Espinosa Cantellano）訪問沙特阿拉伯。2014年3月，墨西哥外交部長若澤·安東尼奧·米德（JoséAntonio Meade）訪問沙特阿拉伯。
2016年1月，墨西哥總統恩里克·培尼亚·涅托對沙特阿拉伯進行了正式訪問。涅托在訪問期間會見了國王沙爾曼·賓·阿卜杜勒-阿齊茲·阿紹德，並共同簽署了11項雙邊協定，內容涉及能源、貿易、合作打擊有組織犯罪、共同打擊逃稅和廢除雙重徵稅等。涅托還向對方授予阿茲台克人鷹勳章（Orden Mexicana del Águila Azteca）。2018年12月，沙特國務卿Mansour bin Mutaib Al Saud出席了墨西哥總統羅培茲·歐布拉多的就職典禮。

## 貿易關係
2018年，兩國之間的雙向貿易額達到3.52億美元。沙特阿拉伯是墨西哥在阿拉伯國家中最大的貿易夥伴，在全球排名第41位 。墨西哥對沙特阿拉伯的主要出口商品包括銅線、鋁合金和蜂蜜。 沙特阿拉伯向墨西哥的主要出口產品包括天然氣和丙烷氣 。